# Aloe dhufarensis
Aloe dhufarensis é uma espécie de liliopsida do gênero Aloe, pertencente à família Asphodelaceae.